# مولدا
مولدا (به لاتین: Molde) یک شهر در نروژ است که در مور او رومسدال واقع شده‌است.

## خصوصیات
مولدا ۳۶۳٫۱۲ کیلومترمربع مساحت و ۲۵٬۹۳۶ نفر جمعیت دارد.

## خواهرخوانده
شهرهای باردیو و Vejle Municipality خواهرخوانده‌های مولدا هستند.